# Jürgen Neffe

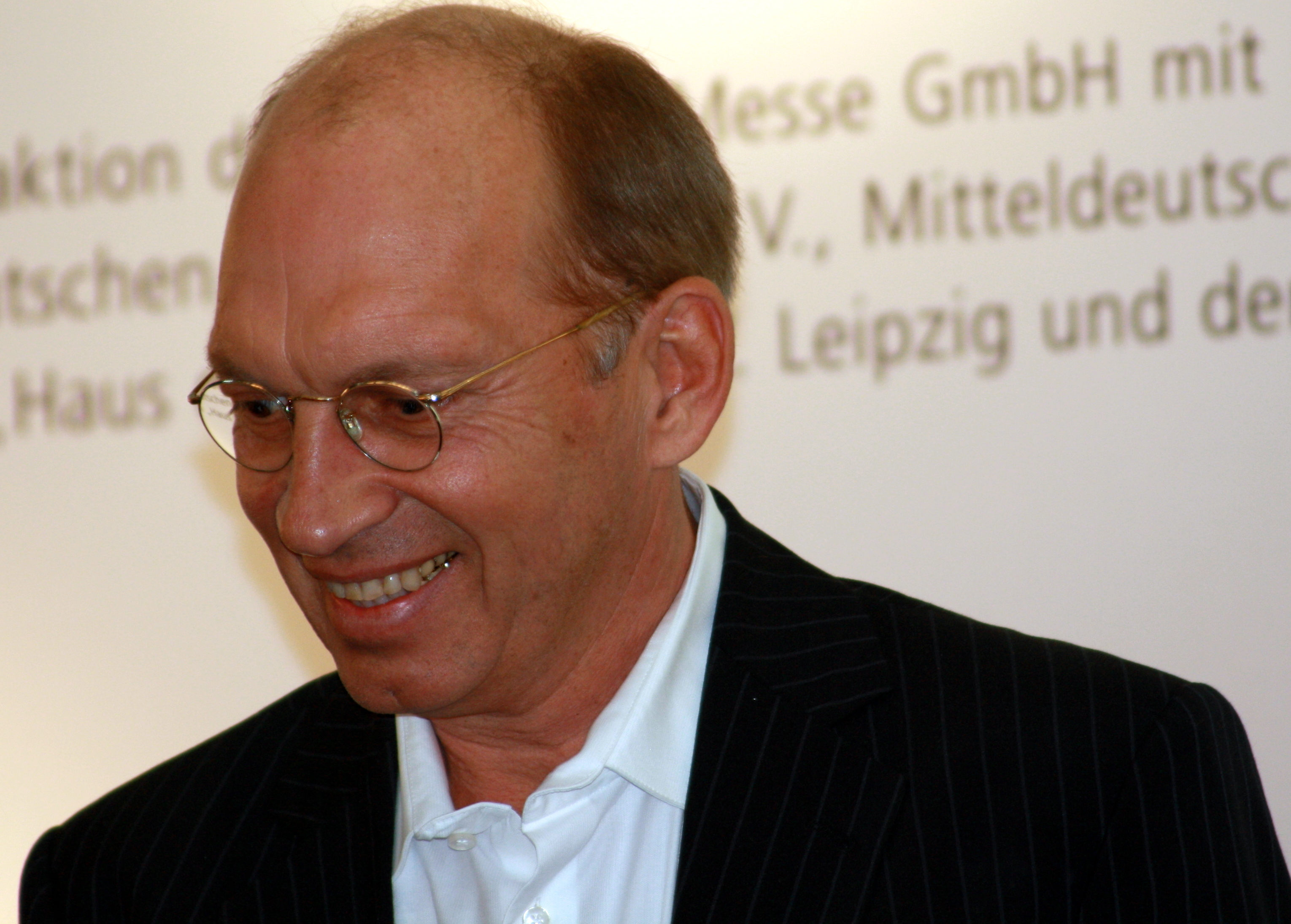
Jürgen Neffe auf der Leipziger Buchmesse (2009)

Jürgen Neffe (* 5. Juni 1956 in Herne) ist ein deutscher Journalist, Autor und Schriftsteller.

## Leben und Wirken
Jürgen Neffe machte 1975 das Abitur am Gymnasium Adolfinum in Moers. Anschließend begann er ein Studium der Physik, wechselte später aber zur Biologie. 1985 promovierte er an der RWTH Aachen mit einem biochemischen Thema zum Dr. rer. nat.
Bereits zu Studienzeiten arbeitete Neffe als freier Journalist. 1984 reiste er ins indische Bhopal, um über das Chemieunglück und seine Folgen zu recherchieren. Seine Berichte wurden in der Wochenzeitung Die Zeit veröffentlicht. Anschließend erhielt Neffe ein Angebot von Geo, wo er 1985 als Redakteur und Autor begann. 1991 erhielt Neffe für seine Reportage „Der Fluch der guten Taten“ in Geo Wissen den Egon-Erwin-Kisch-Preis. Von 1984 bis 1988 arbeitete Neffe als freier Deutschland-Korrespondent für das Wissenschaftsjournal Nature. 1993 ging er dann als Reporter, Kolumnist und Korrespondent zum Spiegel, wo er unter anderem als Korrespondent aus New York City berichtete und im Berliner Hauptstadtbüro tätig war. Anfang 2003 wechselte Neffe zur Max-Planck-Gesellschaft, für die er das Hauptstadtbüro am Berliner Gendarmenmarkt aufbaute und leitete. Ende des Jahres verließ er die Max-Planck-Gesellschaft wieder. 2022 war er Mitgründer des PEN Berlin.
Neffe lebt in Berlin und der Gemeinde Am Mellensee und ist freiberuflich als Autor tätig.

## Veröffentlichungen
Im Januar 2005 legte Neffe eine Albert-Einstein-Biografie vor, die auf der Liste der Bestseller des Jahres 2005 im Bereich Sachbuch den 8. Platz belegte. Das Werk wurde in mehr als zehn Sprachen übersetzt, unter anderem ins Englische. Die Washington Post ernannte es zum „Book of the Year“ des Jahres 2007.
In den Jahren 2007/2008 war Jürgen Neffe sieben Monate rund um den Globus unterwegs, um der Reiseroute Charles Darwins bei dessen Weltumseglung mit der Beagle zu folgen. Als Ergebnis dieser Spurensuche veröffentlichte er eine Wissenschaftsreportage zur Entstehung der Evolutionstheorie und gleichzeitig eine Biografie Charles Darwins. Die Welt bezeichnete das Werk als „faszinierendes“, weil es zwei Geschichten in einer erzähle. Der Standard urteilte, Neffe habe das „bisher beste Buch zum Darwin-Jahr“ geschrieben.
2014 legte Neffe mit „Mehr als wir sind“ seinen ersten Roman vor. Der Deutschlandfunk beschrieb das Werk als die „Suche nach der Weltformel des Lebens“.
Die jüngste Biografie Neffes trägt den Titel „Marx – Der Unvollendete“. Es handelt sich um eine aktuelle Biografie über Leben und Werk des Philosophen und Gesellschaftskritikers. Das Werk war für den Deutschen Wirtschaftsbuchpreis 2017 nominiert.
2020 erschien Neffes zweiter Roman, „Das Ding. Der Tag, an dem ich Donald Trump bestahl“. Die Fachzeitschrift Buchmarkt bezeichnete das Buch als „Der beste politische Roman des Jahres“.

## Schriften (Auswahl)
- Irgendwann habe ich einen ganz starken Willen entwickelt. In: Charlotte Kerner: Nicht nur Madame Curie – Frauen, die den Nobelpreis bekamen. Beltz Verlag, Weinheim/Basel 1999, ISBN 3-407-80862-3.
- Vorbild Einstein – Gedanken zu Wissenschaftspopularisierung und Technikskepsis. In: Frank-Walter Steinmeier, Matthias Machnig (HG.): Made in Germany '21. Hoffmann und Campe, Hamburg 2004, ISBN 3-455-10417-7.
- Einstein – eine Biographie. Rowohlt, Reinbek bei Hamburg 2005, ISBN 3-499-61937-7.
- Darwin. Das Abenteuer des Lebens. C. Bertelsmann, München 2008, ISBN 978-3-570-01091-4.
- Mehr als wir sind. C. Bertelsmann, München 2014, ISBN 978-3-570-10205-3.
- Marx. Der Unvollendete. C. Bertelsmann, München 2017, ISBN 978-3-570-10273-2.
- Das Ding. Der Tag, an dem ich Donald Trump bestahl. Europa Verlag, München 2020, ISBN 978-3-95890-340-1.
- Der Weltversteher, in: Mare, Nummer 171, August 2025, S. 58–70